# Lithostege triplicaria
Lithostege triplicaria là một loài bướm đêm trong họ Geometridae.